# 접속수역

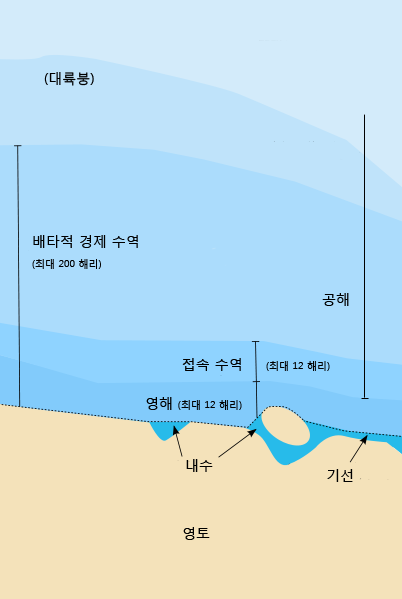
국제법 UNCLOS에 따른 바다의 구분. 접속수역은 기본적으로 공해이며 따라서 그 어떤 나라에도 속하지 않지만, 국토 밖으로 달아난 범죄 선박의 추격 및 나포, 밀수 및 밀항 검문, 환경 오염 방제 등의 제한적인 사안에 한해 연안국의 통제가 인정되는 곳이다.

접속수역(接續水域, 영어: contiguous zone)은 영해에 접속해 있는 수역으로서, 영해기준선으로부터 24해리를 넘지 않는 범위에서 그 영토 및 영해상의 관세·재정·출입국관리·보건·위생관계 규칙위반을 예방하거나 처벌하기 위하여 필요한 국가통제권을 행사하는 수역이다.
접속수역은 공해와 영해의 중간에 위치하여 그 대립을 완화시켜 주는 기능을 발휘하는 수역이다. 1930년 성문법전환 회의에서 접속수역의 개념이 인정된 이래, 1958년 영해 및 접속수역에 관한 Geneva협약 제 24조에서 확인되었다. 이 당시는 영해기준선으로부터 12해리를 넘지 못하게 하였다. 그러나 그 후 영해의 넓이가 12해리로 되었다. 그러므로 1982년 12월 10일에 체결된 유엔해양법협약 제 33조에서는 접속수역의 넓이를 24해리 이내라고 규정하게 되었다.

## 나라별

### 대한민국
대한민국은 영해 및 접속수역법(제3조의 2항)에서 접속수역의 범위를 영해기선으로부터 측정하여 그 외측 24해리의 선까지에 이르는 수역에서 대한민국의 영해를 제외한 수역으로 한다. 다만, 대통령령이 정하는 바에 따라 일정수역에 있어서는 영해기선으로부터 24해리 이내에서 접속수역의 범위를 따로 정할 수 있다. 대한민국의 접속수역에서 관계당국은 대한민국 영토 또는 영해에서 관세·재정·출입국관리·보건·위생에 관한 대한민국의 법규를 위반하는 행위의 방지 및 위반하는 행위의 제재시 법령이 정하는 바에 따라 그 직무권한을 행사할 수 있다.

## 같이 보기
- 공해
- 배타적 경제 수역(EEZ)
- 영해
- 해양법에 관한 국제 연합 협약
- 한중어업협정(韓中漁業協定, Agreement on Fisheries between the Republic of Korea and the People's Republic of China)
- 잠정조치수역(暫定措置水域, Provisional Measures Zone, PMZ)
- 한일어업협정
- 한일어업협정 사건